# 瀬川信二
瀬川 信二（せがわ しんじ、1975年6月13日 - ）は、北海道出身の日本のミュージシャン、ベーシスト、歌手、コヤブボード、チャップマン・スティック奏者。ベーシストの子安文は妻。一児の父。札幌南陵高等学校、札幌大学卒業。

## 人物
エレクトリックベース、チャップマン・スティック、自身で開発にも関わるタッピング楽器「グランド・ボード」講師、センチメンタル・シティ・ロマンス（以下、センチ）でベースとコーラスを担当。ファンド・フレット・システムを採用したDingWallのベースを愛用。
音楽活動の傍ら横浜にある朝日カルチャーセンターで、ルーツ音楽に関する再定義を提案する講義、自身のベース・スクールでの後進の育成も積極的に行う。リットーミュージック刊「ベースマガジン」で、特集記事、インタビュー等も多数手がけ、アウトロー・カントリーのフォロワーとしても活動中。

## 来歴
- 1993年- フレディ・マーキュリーの死から2年後本格的に演奏活動を始める。同年から数年間、地元札幌で演奏活動。
- 1996年 - エンターテイメントビジネス総合専門学校ベース科講師に就任。
- 2000年 - イギリス在住のベーシスト、クマ原田が名誉顧問を務める芸術会館・音楽科・ベース科の講師に就任。
- 2001年 - 上京。音楽家・作家として活躍。同年にM.Iジャパン東京校のB.I.T講師に就任。
- 2004年1月 - 30周年記念アルバム「30 years young」ツアー。
- 2005年 - チャップマン・スティック演奏に本格的に取り組む。ヒップホップアーティストDur Mollのアルバムにベースとリミックスで参加。
- 2006年 - 「伊勢正三withセンチ・ライブ2006」、hàlのデビュー10周年ライブに参加。
- 2007年 - 日本のタッピング楽器コヤブボードに出会い、インストラクション、ラジオ出演等をしながら演奏活動を始める。
- 2008年 - 日本のタッピング楽器奏者を集めた「HOW MANY STRINGS? Touch Style Guitar Summit Japan Vol.1」を主催。
- 2009年 - センチ結成35周年記念ライブツアーに参加。
- 2010年 - センチ正式メンバー入り。
- 2011年 - センチ25年ぶりのアルバム「やっとかめ」発表。鈴木羊のアルバム『V』にメンバー兼・プロデューサーとして参加。竹内まりやの日本武道館公演にセンチとして出演。
- 2012年 - 鈴木羊のアルバム『Ⅵ』にメンバー兼・プロデューサーとして参加。森山公一とアメリカーナセッションを主催。戸田恵子主演、堤幸彦演出の舞台「アクトレス」にセンチとして参加。吹越満の舞台「ポリグラフ」の舞台音楽を鈴木羊と手がける。
- 2013年 - 鈴木羊のアルバム『ⅤII』にメンバー兼・プロデューサーとして参加。森山公一・西部里菜・子安文とGreat Expectations結成。琵奈子・井上太郎とThe Cash結成+同名デビュー・アルバム「The Cash」発表。センチ結成40周年ツアー開催。
- 2014年 - 高橋和也出演「ハンク・ウイリアムス物語」参加。 Bookend Studio Presents ジェリー・ジェモットベース・クリニックを主宰。 フジロックフェスティバルに加藤登紀子のバックで参加。テキサスで行われるサウス・バイ・サウスウエストに参加。
- 2015年 - 新型タッピング楽器「グランド・ボード」開発を開始。鈴木康博ライブ2015「この先の道」BAND SPECIALに参加。堤幸彦が手がけたセンチ結成40周年記念ライブ収録DVDをリリース。

## 共演
- 山下達郎
- 加藤登紀子
- 鈴木康博
- 鈴木茂
- 西城秀樹
- 小坂忠
- つのだ☆ひろ
- 土岐麻子
- 坂下秀実
- 伊藤銀次
- 恩田直幸
- 鮎川誠
- 尾崎孝
- 西海孝
- 奥沢明雄
- 上綱克彦
- 大野真澄
- 伊勢正三
- 増田俊郎
- 竹内まりや
- 鈴木雄大
- 細井豊
- 野口明彦
- 中野督夫
- 告井延隆
- EPO
- 稲葉政裕
- 加藤いづみ
- 斉藤哲夫
- 杉真理
- 村田和人
- いとうたかお
- 五島良子
- 植村花菜
- hàl
- 井上堯之
- 松田幸一
- 西部里菜
- ジェリー・ジェモット
- 子安文
- ネイサン・ベスト
- モントレル・ダレット
- 森山公一
- 片山誠史
- しゅんすけswingin'
- 鈴木羊
- チャーリー・永谷
- 高橋和也
- 戸田恵子
- 工藤夕貴
- 富樫春生
- 井上太郎
- 琵奈子
- Birthday Suit
  - 佐木伸誘
  - 松崎真人

## 著書
- 「1セット10分からはじめるデイリー・ベース・トレーニング」（リットーミュージック） ISBN 9784845620678